# 韋塞萊區

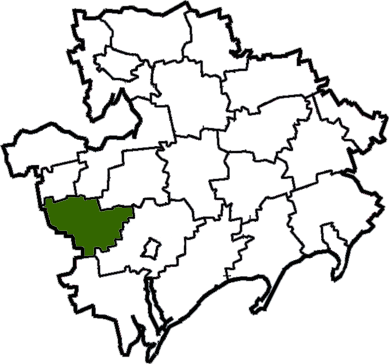
撤销前韋塞萊區在扎波羅熱州的位置

韋塞萊區（烏克蘭語：Веселівський район），曾是烏克蘭東南部扎波羅熱州的一個區，行政中心設於韦塞莱，面積1,128平方公里，2013年人口22,132，人口密度每平方公里19.6人。
该区在2020年7月18日的乌克兰行政区划改革中被撤销，改革后扎波羅熱州下分为5个区，韋塞萊區合并至梅利托波爾區。